# Teorema di Browder-Göhde-Kirk
In matematica, il teorema di Browder-Göhde-Kirk è un teorema di punto fisso, dimostrato nel 1966. Stabilisce che un'applicazione non espansiva di un sottoinsieme limitato, chiuso, convesso di uno spazio di Banach uniformemente convesso in sé ha un punto fisso.

## Storia
Dopo la pubblicazione nel 1965 di due versioni indipendenti del teorema da parte di Felix Browder e di William Kirk , una nuova dimostrazione di Michael Edelstein mostrò che, in uno spazio di Banach uniformemente convesso, ogni sequenza iterativa di una mappa non espansiva ha un centro asintotico unico, che è un punto fisso di. (Un centro asintotico di una successione, se esiste, è un limite dei centri di Chebyshev per sequenze troncate.) Una proprietà più forte del centro asintotico è la Delta-convergenza di Teck-Cheong Lim, che nello spazio uniformemente convesso coincide con il limite debole se lo spazio ha la proprietà Opial.